# Cleome tunarensis
Cleome tunarensis là một loài thực vật có hoa trong họ Màng màng. Loài này được Kuntze mô tả khoa học đầu tiên năm 1898.